# خالد بن سليمان (لاعب كرة طائرة)
خالد بن سليمان  (مواليد14 ديسمبر 1994) هو لاعب كرة طائرة تونسي.